# 11 avril 1978
Le mardi 11 avril 1978 est le 101e jour de l'année 1978.

## Naissances
- Apollinaire Wantina, artiste congolais
- Bénédicte Le Panse, athlète de force athltétique
- Bechir Mogaadi, joueur tunisien de football
- Ben Clymer, joueur de hockey sur glace américain
- Brett Claywell, acteur américain
- David Ducourtioux, footballeur français
- Harold Lorenzi, gymnaste aérobic français
- Josh Hancock (mort le 29 avril 2007), joueur de base-ball américain
- Kevin Hulsmans, coureur cycliste belge
- Marc Ange, artiste et designer franco-italien
- Marie Gaspard, kayakiste française
- Olena Olefirenko, rameuse ukrainienne
- Prince Daye, joueur de football libérien
- Sally Bigham, vététiste marathlonienne professionnelle anglaise
- Tom Caluwé, footballeur belge
- Victor Sikora, footballeur néerlandais
- Vincent Heden, comédien, chanteur, musicien et danseur français
- Walter Guglielmone, footballeur uruguayen

## Décès
- Ian MacDonald (né le 28 juin 1914), acteur américain
- Jimmie Webster (né le 11 août 1908), guitariste américain
- Richard Kraus (né le 16 novembre 1902), chef d'orchestre allemand

## Événements
- Découverte des astéroïdes (3101) Goldberger et (4187) Shulnazaria